# Arthroleptis crusculum
Espèce
Synonymes
- Schoutedenella crusculum (Angel, 1950)

Statut de conservation UICN

 NT  : Quasi menacé
Arthroleptis crusculum est une espèce d'amphibiens de la famille des Arthroleptidae.

## Répartition
Cette espèce présente en Guinée, au Liberia, au Sierra Leone et en Côte d'Ivoire. Elle se rencontre notamment sur les Monts Loma (entre le Sierra Leone et la Guinée) et sur le mont Nimba (entre la Guinée et la Côte d'Ivoire). On la trouve entre 500 et 1 750 m d'altitude.

## Publication originale
- Angel, 1950 : Arthroleptis crusculum et A. nimbaense. Batraciens nouveaux de Guinée française (matériaux de la mission Lamotte aux monts Nimba). Bulletin du Museum National d'Histoire Naturelle. Paris, ser. 2, vol. 22, p. 559-562.